# List przeciwko Wernerowi
List przeciwko Wernerowi – list napisany przez Mikołaja Kopernika we Fromborku 3 czerwca 1524 r. Adresatem listu był kanonik krakowski Bernard Wapowski. Jest to druga znana praca astronomiczna Mikołaja Kopernika. W liście tym Kopernik wyraża swoją opinię na temat prac matematyczno-astronomicznych norymberskiego matematyka Johannesa Wernera. Szczególnie ostro został skrytykowany temat ruchu ósmej sfery Układu Słonecznego odnoszącej się do gwiazd stałych. Dzieło to było w obiegu w formie rękopiśmienniczej aż do 1854 roku, kiedy to opublikował je w Warszawie Jan Baranowski.